# Peter van Drimmelen
Peter van Drimmelen (1963) is een Nederlands voormalig korfballer en korfbalcoach. Hij pakte zowel als spelers als coach een aantal Nederlandse titels.

## Spelerscarrière
Van Drimmelen begon met korfbal bij PKC, waar ook zijn broers Wim en Cees korfbalden.
Van Drimmelen kreeg in seizoen 1981-1982 op 18-jarige leeftijd, zijn eerste minuten in het 1e team van PKC, onder coach Karel Verschoor.
In dit seizoen werd PKC in de zaalcompetitie 3e en 5e op het veld. Van Drimmelen werd aan het eind van dit seizoen verkozen tot Beste Debutant van het Jaar.
Vanaf seizoen 1982-1983 was Anton Mulders weer de hoofdcoach van PKC en PKC had met spelers zoals Jan de Jager, Hanneke Cosijn en Shirley Eilbracht een sterk team.
In seizoen 1983-1984 werd PKC in de zaal net 2e, met slechts 1 punt achterstand op de nummer 1, Fortuna. Zo miste de ploeg nipt een plek in de zaalfinale. Echter in de veldcompetitie deed de ploeg het beter. Na 18 wedstrijden stond PKC met 29 punten op een solide 1e plaats, wat voldoende was voor het Nederlands kampioenschap.
Vanaf het volgende seizoen had Van Drimmelen geen vaste basisplaats meer. Het PKC herenviertal bestond uit Theo Euser, Gerrit de Heer, Rob Roelofs en Gert Kronet.
In 1991 kreeg PKC een nieuwe hoofdcoach, namelijk Ben Crum. Onder zijn leiding werd Van Drimmelen uit PKC 4 naar de selectie teruggehaald. Zo maakte hij in 1991-1992 weer speelminuten in de hoofdmacht.

## Erelijst als speler
- Nederlands kampioen veldkorfbal, 1x (1984)

## Coachingscarrière
Na zijn carrière als speler bleef Van Drimmelen actief binnen PKC. Zo kwamen er in 2 gevallen een coachingsklus op zijn pad.
In seizoen 1996-1997 was het wat onrusig binnen PKC. De ploeg was in de zaalcompetitie goed op weg in de ranglijst, maar in februari 1997 stapte hoofdcoach Wim Peetoom op. PKC was hierdoor op zoek naar een interim hoofdcoach en er werd een beroep gedaan op Van Drimmelen. Hij accepteerde de job en maakte het seizoen af. PKC werd in de zaal 1e in de Hoofdklasse A en plaatste zich zodoende voor de zaalfinale. In de finale was PKC met 19-13 te sterk voor streekgenoot Deetos, waardoor PKC Nederlands kampioen was. In de veldcompetitie speelde de ploeg geen rol van betekenis. Na de job als interim coach werd voor seizoen 1997-1998 Jan Sjouke van den Bos aangesteld als nieuwe hoofdcoach.
In seizoen 2002-2003 was PKC Nederlands veldkampioen geworden en had het de zaalfinale verloren van Fortuna. Na dit seizoen stopte coach Erik Wolsink bij PKC en was de club op zoek naar een nieuwe coach. De club vroeg Van Drimmelen als nieuwe coach. Hij accepteerde en was hierdoor in seizoen 2003-2004 de hoofdcoach van de club.
In dit seizoen werd PKC in de zaal 1e in de Hoofdklasse B en plaatste zich zo voor de kruisfinale. In de kruisfinale won PKC met 14-12 van De Meervogels en stond zodoende in de zaalfinale. In de zaalfinale was echter Fortuna voor het 2e jaar op rij te sterk voor PKC. In de veldcompetitie stond PKC ook in de kruisfinale, waarin het met 25-18 won van Dalto, waardoor PKC ook in de veldfinale stond. In de finale werd tegenstander KV Die Haghe met 21-18 verslagen, waardoor PKC alsnog een titel pakte.
Na dit seizoen stopte Van Drimmelen als coach en werd Steven Mijnsbergen aangetrokken als nieuwe coach.
Zo was Van Drimmelen in slechts 2 seizoenen de hoofdcoach van de club, maar pakte hij in beide seizoenen een Nederlandse titel.

## Erelijst als coach
- Nederlands kampioen zaalkorfbal, 1x (1997)
- Nederlands kampioen veldkorfbal, 1x (2004)